# Il giaguaro della giungla
Il giaguaro della giungla (Jungle Cat) è un film documentario americano del 1960, scritto e diretto da James Algar. Il documentario racconta la vita di una femmina di giaguaro nella giungla sudamericana. Il film è uscito il 10 agosto 1960, ed è stato l'ultimo della serie di film documentari True-Life Adventures della Walt Disney Productions.

## Trama
Un'avventura in Brasile alla scoperta del sovrano supremo della giungla amazzonica: il giaguaro. Il film offre uno sguardo intimo sulla vita di una famiglia di giaguari in lotta per la vita o la morte con un caimano, un pecari, un pirarucu e un anaconda.

## Pubblicazione
Il film è stato presentato durante il 10º Festival Internazionale del Cinema di Berlino nel giugno 1960, ed è stato uno dei pochi ad essere proiettato anche a Berlino Est. In Italia è uscito il 19 ottobre dello stesso anno

## Edizione italiana
Il doppiaggio italiano del documentario, curato da Roberto De Leonardis, fu eseguito dalla CDC negli stabilimenti Fono Roma.